# Shaman
En shaman er en præst hos urfolk. En shaman er en åndemaner og kan være
- en buddhistisk præst
- angakok
- noaide

Oprindeligt stammer ordet fra evinki-folket i Sibirien og betyder "den, som ved". I dag anvendes ordet om lidt af hvert, men en mere præcis definition er:
"En shaman er en kvinde eller mand som viljesbestemt ændrer sin bevidsthedstilstand med den hensigt at kontakte eller rejse til en anden virkelighed for at hente kraft og visdom. Når denne opgave er udført, vender shamanen hjem for at bruge kraften og visdommen til at hjælpe sig selv eller andre." (Antropolog Jonathan Horwitz).
Shamanen er den eneste i sit samfund, som kommer i kontakt med "den anden verden", dvs kan kommunikere med forfædre/afdøde, og det sker ved ekstase og sjælerejse. Symbol på forbindelsen til underverdenen er den hellige stolpe eller det hellige træ, verdenstræet, som Yggdrasil og Irminsul, som ofte kan knyttes til den unge shamans indvielse. 
Odin fremstår i sagaerne som en typisk shaman.